# Lönsåsa göl
Lönsåsa göl är en sjö i Växjö kommun i Småland och ingår i Mörrumsåns huvudavrinningsområde.